# Strażnica KOP „Chutor Zachara”

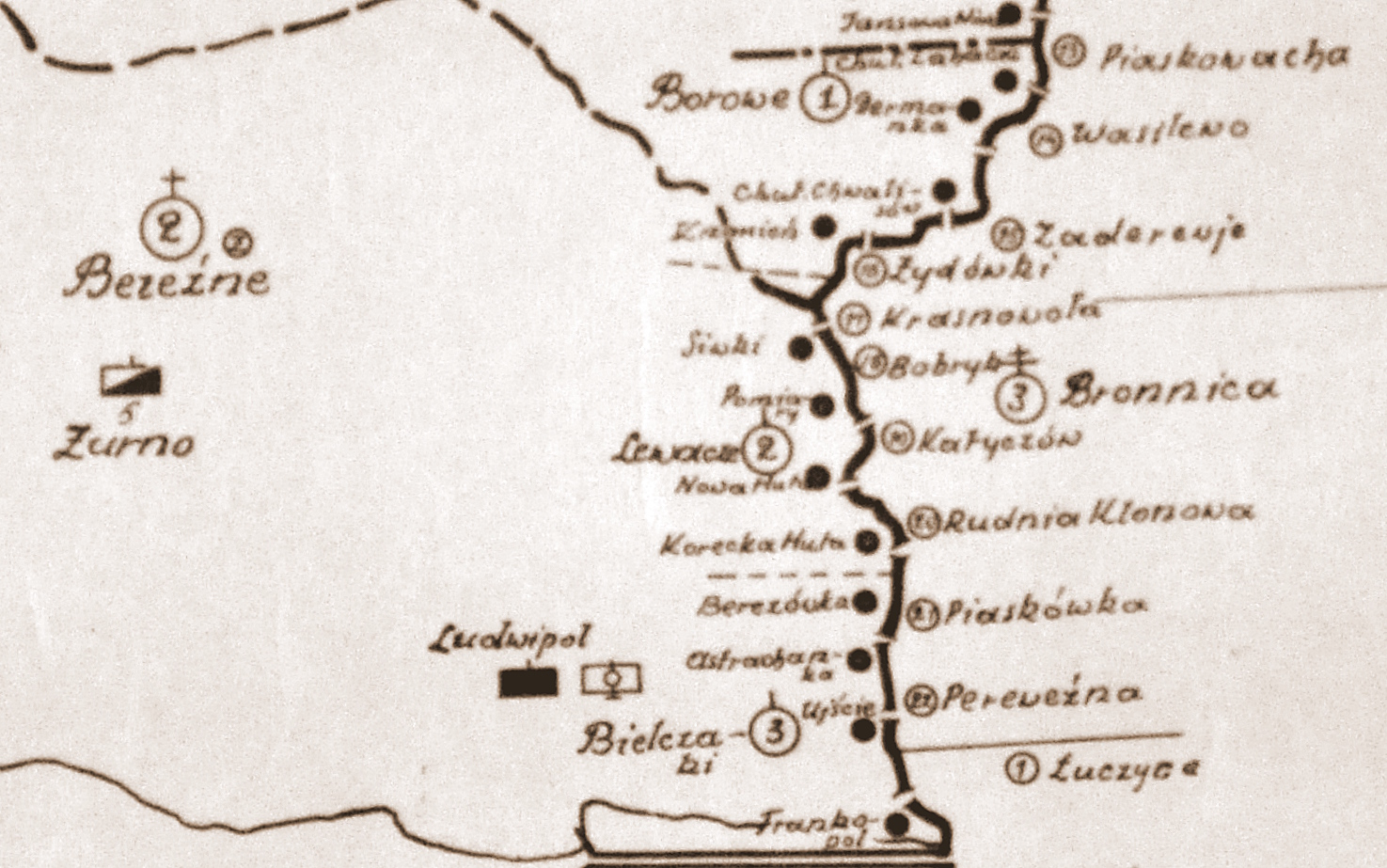
Rozmieszczenie batalionu KOP „Bereźne” w 1931

Strażnica KOP „Chutor Zachara” – zasadnicza jednostka organizacyjna Korpusu Ochrony Pogranicza pełniąca służbę ochronną na granicy polsko-sowieckiej.

## Formowanie i zmiany organizacyjne
W 1924, w składzie 1 Brygady Ochrony Pogranicza, został sformowany 2 batalion graniczny. W 1928 w skład batalionu wchodziło 13 strażnic. Strażnica KOP „Chutor Stefana” w 1928 funkcjonowała w 1 kompanii granicznej KOP „Borowe”. W komunikacie dyslokacyjnym z 1929 nie występuje. W jej miejsce pojawia się strażnica KOP „Chutor Zachara”. Strażnica  w latach 1929–1939 funkcjonowała w strukturze organizacyjnej 1 kompanii granicznej KOP „Borowe”  z pułku KOP „Sarny”. Strażnica liczyła około 18 żołnierzy i rozmieszczona była przy linii granicznej z zadaniem bezpośredniej ochrony granicy państwowej.
W 1932 obsada strażnicy zakwaterowana była w budynku KOP. Strażnicę z macierzystą kompanią łączyła droga polna długości 11 km.

## Służba graniczna
Podstawową jednostką taktyczną Korpusu Ochrony Pogranicza przeznaczoną do pełnienia służby ochronnej był batalion graniczny. Odcinek batalionu dzielił się na pododcinki kompanii, a te z kolei na pododcinki strażnic, które były „zasadniczymi jednostkami pełniącymi służbę ochronną”, w sile półplutonu. Służba ochronna pełniona była systemem zmiennym, polegającym na stałym patrolowaniu strefy nadgranicznej, wystawianiu posterunków alarmowych, obserwacyjnych i kontrolnych stałych, patrolowaniu i organizowaniu zasadzek w miejscach rozpoznanych jako niebezpieczne, kontrolowaniu dokumentów i zatrzymywaniu osób podejrzanych, a także utrzymywaniu ścisłej łączności między oddziałami i władzami administracyjnymi.
Strażnica KOP „Chutor Zachara” w 1932 i 1938 ochraniała pododcinek granicy państwowej szerokości 4 kilometrów 300 metrów od słupa granicznego nr 1420 do 1429.
Sąsiednie strażnice:
- strażnica KOP „Jamcowa Niwa” ⇔ strażnica KOP „Chutor Krzyżowa” – 1928[2]
- strażnica KOP „Jamcowa Niwa” ⇔ strażnica KOP „Dermanka” – 1929[3], 1931[4] , 1932[13], 1934[6], 1938[7]